# Itacuruba
Itacuruba is een gemeente in de Braziliaanse deelstaat Pernambuco. De gemeente telt 4.358 inwoners (schatting 2009).